# Naṟṟiṇai
Narrinai, prononcé naṭriṇai (tamoul : நற்றிணை, naṟṟiṇai) est une anthologie tamoule faisant partie du corpus Eṭṭuttokai (tamoul : எட்டுத்தொகை). Il est considéré comme un des plus anciens écrits tamouls de l'époque Sangam qui contient 400 poèmes  s'inscrivant dans les cinq paysages amoureux de la littérature classique tamoule : la montagne, la forêt, les plaines cultivées, le littoral et le désert.
Nous ignorons l'auteur de cette collection qui semble avoir vu le jour sous le patronage du roi Pandya Maaran Vazhuthi. Les auteurs de ces 400 poèmes ou stances de longueur variable de 9 à 12 vers ne sont pas tous connus. Le nom des 192 poètes nous est parvenu, par contre 56 poèmes sont sans auteurs. Le poème n° 234 ainsi qu'une partie du poème n° 385 sont perdus.